# Gérard de Balorre
Gérard de Balorre (Parigi, 25 novembre 1899 – Parigi, 6 dicembre 1974) è stato un cavaliere francese.

## Palmarès

### Olimpiadi
- Argento a Berlino 1936 nel dressage a squadre.